# Mała Jagnięca Baszta
Mała Jagnięca Baszta (słow. Malá jahňacia bašta) – wybitna turnia w słowackiej części Tatr Wysokich, położona w górnej części Jagnięcej Grani – północno-zachodniej grani Jagnięcego Szczytu. Od Wielkiej Jagnięcej Baszty na południowym wschodzie jest oddzielona Pośrednim Jagnięcym Przechodem, a od Ponad Piekło Baszty na północnym zachodzie oddziela ją Niżni Jagnięcy Przechód.
Południowo-zachodnie stoki Jagnięcej Grani opadają tu do dolnej części Bździochowego Koryciska w Dolinie Kołowej, natomiast północno-wschodnie – do Jagnięcego Kotła w Dolinie Skoruszowej. Stoki zbiegające do Bździochowego Koryciska są trawiasto-skaliste, znajdują się w nich grupy skałek. Ściana północno-wschodnia ma podobny charakter, jest jednak bardziej urwista.
Podobnie jak cała Jagnięca Grań, Mała Jagnięca Baszta jest niedostępna dla turystów i taterników – wspinaczka obecnie jest tutaj zabroniona. Najdogodniejsze drogi na turnię prowadzą granią z sąsiednich przełęczy.
Pierwsze wejścia miały miejsca przy pierwszych przejściach Jagnięcej Grani.